# Hey Ho
Hey Ho är en norsk julsång skriven av Simen Auke och Fredrik Auke framför av Freddy Kalas från 2015. 
Låten har legat 19 veckor på Digilistan melan 11 januari 2016 och 29 december 2019 med fjärde plats som bästa placering. Låten blev den mest spelade låten under Musikhjälpen 2020 och 2023. Fram till 2024 hade låten streamats över 60 miljoner gånger, främst i Sverige och Norge.

### Fotnoter
1. ↑  https://www.nostalgilistan.se/freddy-kalas-13518/hey-ho-37900
2. ↑  https://www.musikindustrin.se/2023/12/18/hooja-mest-onskade-i-musikhjalpen/
3. ↑  https://www.expressen.se/noje/sa-blev-norska-laten-en-svensk-julplaga/
4. ↑  https://www.tv4play.se/klipp/06d5da192291b3527cbc/video-freddy-kalas-om-ovantade-succen-i-grannlandet-alskar-sverige